# Hevesvezekény
Hevesvezekény is een plaats (község) en gemeente in het Hongaarse comitaat Heves. Hevesvezekény telt 708 inwoners (2002).